# 我是桃太郎的什麼呢？
《我是桃太郎的什麽呢》是1981年8月1日公开的哆啦A夢并映電影，片長46分鐘，與「21衛門 歡迎來到宇宙」同時並映。同時，它也是唯一一個在暑假公映的哆啦A夢電影（直到2014年上映STAND BY ME 哆啦A夢之前）。

## 主要數據
這部電影的配給收入5億日元，觀眾90萬人。

## 劇情
大雄暑假的作業是調查自己城市的過去。於是大雄用哆啦A夢的秘密道具「時間照相機」來拍攝學校後山過去的景象。並且他還拍到了日本的童話人物——桃太郎。
另一方，大雄的媽媽在空地遇到了外國人，他有一張桃太郎的照片。據說那個照片是外國人從祖先世世代代開始繼承的。
於是，大雄他們想「桃太郎說不定是一位實際存在的人物」。所以，大雄就與平時的成員一起坐時光機去幾百年前的日本。 

## 舞台
642年前（延元3年·1338年）的日本。

## 主要登場人物
| 角色   | 配音員                               | 介紹                                                                                     |
| ------ | ------------------------------------ | ---------------------------------------------------------------------------------------- |
| 荷蘭人 | 桑原たけし                           | 大雄的媽媽遇到的外國人。有一張他們祖先繼承下來的桃太郎的照片，為了解開那個迷來到了日本。 |
| 鬼     | 大宮悌二                             | 在鬼島住，但他的真實身份居然是一名荷蘭船長。                                             |
| 村長   | 辻村真人                             | 是在鬼島旁邊的村的村長。                                                                 |
| 村民   | 野本礼三、西尾徳、沢りつお、井上和彦 | 是在鬼島旁邊的村的村民。                                                                 |

## 工作人員
原作：藤子・F・不二雄
脚本：城山昇
レイアウト：富永貞義
作画監督：中村英一
美術監督：工藤剛一
撮影監督：高橋明彦、小池彰
録音監督：大熊昭
音楽：菊池俊輔
監修：楠部大吉郎
プロデューサー：別紙壮一、菅野哲夫
監督：神田武幸
効果：柏原満
整音：大城久典
編集：森田清次
動画チェック：小林正義　
色設計：長谷川洋　
仕上検査：吉野紀通
特殊効果：土井通明
演出助手：生嶋真人
原画：春貴健司、窪田正史、一川孝久、木村友和、斉藤かおる、三浦清継、野島進、星野真砂子、森山ゆうじ
動画：山田昌見、香取誠一、森田早苗、島田和義、赤間てるこ、片山友夫、川名久美子、津久井明子、鈴木信一、岩沢彰、北久保弘之、露木進、河南正昭、清野良夫、吉川文代、松野悦子、山内英子、榎本富士香、中野美智子、鬼塚智子、永井毅、岡島嘉代子
背景：福田和矢、佐藤正行、関口和博、矢島みよ子、池田淳
撮影：鈴木明子、熊谷正弘、上原一郎、尾崎美季、菊池英明
文芸：山本有子
制作進行：田中敦、加藤勝
制作担当：田村正司
録音：APUスタジオ
現像：東京現像所
制作協力：藤子スタジオ、旭通信社
制作：シンエイ動画、小学館、テレビ朝日

## 重製版
2008年3月7日，《我是桃太郎的什麽呢》的重制版在電視上播放。舞台是637年前。

## 主題曲
| 類別   | 歌曲                             | 作詞          | 作曲     | 编曲     | 演唱       |
| ------ | -------------------------------- | ------------- | -------- | -------- | ---------- |
| 片頭曲 | 我是哆啦A夢（ぼくドラえもん）    | 藤子•F•不二雄 | 菊池俊輔 | 菊池俊輔 | 大山羨代   |
| 片尾曲 | 青空是口袋（青い空はポケットさ） | 高田博雄      | 菊池俊輔 | 菊池俊輔 | 大杉久美子 |